# Groene en blauwe zon
De groene en/of blauwe zon is een optisch hemelverschijnsel waarbij de zon een eerder groenachtige of blauwachtige kleur vertoont. De verklaring daarvan is de aanwezigheid van een laag fijne as- of stofdeeltjes in de hogere lagen van de atmosfeer. De laag stofdeeltjes werkt als een optisch filter waar eerder het groen en/of het blauw dan de andere spectrale kleuren doorgelaten worden. De groene en/of blauwe zon was een frequent waarneembaar verschijnsel na de cataclysmische uitbarsting van de Krakatau (vulkaan) in 1883, waarbij ook de ring van Bishop en abnormaal roodkleurige of purperkleurige schemeringsverschijnselen zichtbaar werden. Ook de maan, de heldere planeet Venus, en heldere sterren zoals Sirius kunnen een groenachtige en/of blauwachtige kleur vertonen.

## De blauwe zon van september 1951
Van 26 tot en met 28 september 1951 trok in heel west en midden Europa de blauwe zon de aandacht. De zonnestraling was gedempt en de ring van Bishop was zichtbaar. De maan en de sterren waren eveneens indigo-blauw. De oorzaak van deze ongewone blauwkleuring van de hemellichamen waren wolken bestaande uit fijne olieachtige druppeltjes, afkomstig van bosbranden in de staat Alberta, Canada.

## Kleurcontrastverschijnselen

#### De groene maan
De wassende maansikkel kan soms een opvallend groenachtige indruk geven ten gevolge van het kleurcontrast met purperkleurige schemeringsverschijnselen na zonsondergang. Ook de planeet Venus (als avondster) kan er tijdens deze omstandigheden groenachtig uitzien. Anderzijds kunnen de afnemende maansikkel en de planeet Venus (als ochtendster) er eveneens groenachtig uitzien ten gevolge van purperkleurige schemeringsverschijnselen voor zonsopkomst. Ook kunstmatige witte lichtbronnen lijken dan groenachtig.

#### Johann Friedrich Julius Schmidt's waarneming van de groene maan
De astronoom en vulkanoloog J. F. J. Schmidt nam in 1855 de eruptie van de vulkaan Vesuvius waar. Daarbij viel hem op dat de maan en de hemel opvallend groenkleurig waren. Dit was een kleurcontrastverschijnsel teweeggebracht door de roodoranje gloed van de lava. Schmidt beschreef de ongewone kleur van de hemel als flessegroen .

#### De lila-kleurige zon
Tijdens bosbranden kan de gehele hemel een beige-achtige kleur aannemen ten gevolge van de door de zon beschenen rookwolken. Als de zon gedeeltelijk doorheen de rookwolken schijnt vertoont deze een opvallende lila-achtige kleur. Dit verschijnsel wordt veroorzaakt door het kleurcontrast met de beigekleurige hemel.

## Niet de groene flits
Het optische verschijnsel groene en blauwe zon mag niet verward worden met het chromatische dispersieverschijnsel Groene flits dat veroorzaakt wordt door de extreem laagstaande zon boven de horizon, waarbij de zonneschijf een groenblauwe bovenrand en een oranjerode onderrand vertoont.

## Altostratus Translucidus
Als de zon door een laag Altostratus schijnt gebeurt het wel eens dat de wazig uitziende zonneschijf een merkwaardige lichtblauwe of lichtgroene kleur laat zien. Dit verschijnsel is het best waarneembaar gedurende de fase Altostratus Translucidus, waarbij de sterk in lichtkracht afgenomen zonneschijf zonder zonnebril kan worden waargenomen.

## Rode zon en rode maan
De zon en de maan kunnen niet alleen de afwijkende kleuren groen en blauw vertonen, maar ook diep rood. De opkomende of ondergaande zon kan er in bepaalde omstandigheden roodkleurig uitzien, hetgeen een vrij normaal optisch verschijnsel is. Hoge stofconcentraties in de atmosfeer zijn verantwoordelijk voor deze rode kleur. Soms valt deze roodkleuring ook op als de zon of de maan relatief hoog aan de hemel staan. De oorzaak van deze zeer ongewoon uitziende koperrode kleur moet gezocht worden in rookwolken afkomstig van bosbranden, zoals in oktober 2017, toen rookwolken uit Portugal de atmosfeer boven de Benelux bevuilden. De koperrode zonneschijf was gedurende deze omstandigheden gemakkelijk waar te nemen, zonder er door verblind te worden.

#### De donkerrode zon boven Biskopsberga, 1808
Op 16 mei 1808 werd boven Biskopsberga nabij de stad Skänninge in Zweden een verschijnsel waargenomen waarbij de hoogstaande zon donkerrood kleurde en een niet geringe hoeveelheid bolvormige voorwerpen vanuit westelijke richting over de hemel trokken om in oostelijke richting te verdwijnen. Sommige van deze bolvormige voorwerpen vielen op de grond en lieten een dun zeepachtig filmpje of vliesje achter dat spoedig opdroogde en verdween. Gedurende de tocht langsheen de hemel hadden de bolvormige voorwerpen een donker voorkomen dat volkomen zwart leek eens ze nabij de donkerrode zon werden gezien .

## Meervoudige zon
Plaat V-b in het eerste deel van M. G. J. Minnaert's De natuurkunde van 't vrije veld toont een zwart-witfoto van een meervoudige zon, genomen in 1953   . Een zevental schijnzonnen in de vorm van een onregelmatige groep of tros vergezellen de werkelijke zonneschijf die zich op het moment van de opname op een hoogte van ongeveer 2° boven de horizon bevond. Onder de meervoudige zon is de verticaal uitgerokken reflectie van de werkelijke zonneschijf op zee te zien. Volgens de fotograaf zagen de begeleidende schijnzonnen er opmerkelijk blauwachtig uit, terwijl de werkelijke zonneschijf fel oranje was. Het verschijnsel van de meervoudige zon mag niet verward worden met het haloverschijnsel Parhelium, noch met fragmenten van de lichtzuil boven of onder de zon.

## Caleidoscopische zonnen
Sommige waarnemers beweren dat ze caleidoscopische zonnen hebben waargenomen, waarbij ze zich omringd voelden door een ontelbaar aantal veelkleurige lichtbollen. De verklaring van deze veelkleurige lichtbollen moet gezocht worden in het entoptisch verschijnsel nabeeld, waarbij, na het kijken naar de werkelijke zonneschijf, een aantal kleurige nabeelden ervan nog steeds in het beeldveld te zien zijn.